# フーズ・ザット・ガール? (ユーリズミックスの曲)
「フーズ・ザット・ガール?」(Who's That Girl?)は、ユーリズミックスが1983年に発表した楽曲。3枚目のスタジオ・アルバム『タッチ』からイギリスでは1枚目、北米では2枚目のシングルとして発売された。
ミュージック・ビデオには様々なアーティストがカメオ出演しており、バナナラマのメンバー全員も出演している。

## 収録曲
日本盤 7" シングル
1. フーズ・ザット・ガール?
2. アクア

## チャート
| チャート (1983–1984年)               | 最高位 |
| ------------------------------------ | ------ |
| オーストラリア (Kent Music Report)   | 20     |
| ベルギー (Ultratop 50 Flanders)      | 14     |
| カナダ トップシングルス (RPM)        | 15     |
| アイルランド (IRMA)                  | 5      |
| オランダ (Dutch Top 40)              | 28     |
| オランダ (Single Top 100)            | 30     |
| ニュージーランド (Recorded Music NZ) | 13     |
| スウェーデン (Sverigetopplistan)     | 14     |
| UK シングルス (OCC)                  | 3      |
| US Billboard Hot 100                 | 21     |
| US Cashbox Top 100 Singles           | 21     |
| 西ドイツ (GfK Entertainment charts)  | 19     |

| チャート (1984年) | 順位 |
| ----------------- | ---- |
| カナダ (RPM)      | 90   |